# Onthophagus batui
Onthophagus batui là một loài bọ cánh cứng trong họ Bọ hung (Scarabaeidae).